# Судзиловский, Ярослав Сергеевич
Яросла́в Серге́евич Судзило́вский (род. 28 июля 1980, Москва) — российский композитор и виолончелист.

## Биография
Ярослав Судзиловский родился 28 июля 1980 г. в Москве. Начальное образование получил под руководством своего отца — Народного артиста России С. В. Судзиловского. С 1985 г. по 1997 г. обучался в МССМШ им. Гнесиных в его же классе.
В 1997 г. поступает в Московскую государственную консерваторию им. П. И. Чайковского, в класс Народной артистки СССР профессора Н. Н. Шаховской. В 2001 г. оканчивает его как виолончелист.
С 2001 г. по 2003 г. — аспирант МГК им. Чайковского.
В 2006 г. оканчивает МГК им. Чайковского по классу композиции Народного артиста СССР, лауреата Государственной премии СССР проф. К. С. Хачатуряна.
С 2000 г. занимался композицией в классе профессора В. Г. Тарнопольского.
В 2006 г. принят в Союз композиторов Российской Федерации и Ассоциацию современной музыки-2.
С 2006 г. возглавляет Ассоциацию музыки Ярослава Судзиловского (МЯСА).
В 2009 году создал и с тех пор является бессменным председателем Международной гильдии музыкантов «МеждународМолОт», выросшей из Молодёжного отделения Союза композиторов России.
В начале 2016 года создал вместе с композиторами Алексеем Хевелевым, Тихоном Хренниковым-мл., Евгением Дроздом творческое содружество «Могучая кучка 21 века».
С 2016 г. — секретарь Союза композиторов России.
С 2017 г. — член Совета Союза композиторов России.

## Участие в конкурсах, фестивалях, теле- и радиопередачах
Лауреат международных конкурсов: конкурс им. Д. Шостаковича, 2006, Biennale в Вене (2004), в Варшаве (2003). Сочинения Я. Судзиловского постоянно звучат на ведущих концертных площадках страны и мира: Большого, Малого и Рахманиновского залов Московской консерватории, «Миллиенариш» (Будапешт), «Мьюзикферайн» (Вена), «Орлиное Гнездо» (Бавария, Берхтесгаден), Московского Дома Музыки, камерного зала Московской Филармонии, «Альберт-Холл» (Лондон), БКЗ им. Сайдашева (Казань), Новосибирской государственной филармонии, государственной филармонии Республики Саха (Якутия) и др.
Также неоднократно произведения Я. Судзиловского звучали на радиостанциях «Эхо Москвы», «Серебряный дождь», Будапештского радио, Радио Мюнхена, «Radio de France», «Классика», «Орфей», телеканалах «Культура», ТВЦ, ТНВ (Казань), ОТР, венгерского и польского ТВ, и др.
Участник фестивалей: «Московская осень», «Европа-Азия» (Казань), «Урал. Опера. Балет-фест», «Панорама музыки России», «Пифийские Игры»(С-Петербург), участник проекта «Россия глазами европейцев, Европа глазами россиян» при поддержке ЕС и ЮНЕСКО, фестивалей- «Московские звезды», «Биеннале современного искусства» в Загребе (Хорватия), Международного экономического форума в Берхтесгадене (Бавария), Московского Международного кинофестиваля, Кинофестиваля «Окно в Европу»(Выборг), фестиваля современного искусства «Диалог-Вроцлав» (Польша), Будапештского фестиваля современного искусства (Венгрия), Международной Книжной ярмарки в Будапеште (Венгрия), фестиваля «неоклассической школы в Стокгольме» (Швеция).
Участвовал в передачах: «Секс с Анфисой Чеховой» на ТНТ (сезон 4, серия 75, выпуск 175), «Пресс-клуб» на канале «Культура», «Вектор доверия» со Львом Новожёновым на канале «Доверие», «Решето» c Кириллом Решетниковым на канале russia.ru.

## Педагогическая и общественная деятельность
Основатель и председатель Молодежного отделения Союза композиторов РФ (2009)
Председатель Международной ассоциации молодых композиторов и музыковедов «МеждународМолОт» (MolOt international Corporation) гильдии композиторов Российского музыкального союза (РМС) (2026)
Создатель и Председатель Международной Гильдии Молодых Музыкантов «МеждународМолот» РМС (2019).
Член Совета Союза Композиторов РФ
Член Совета Российского музыкального союза
Член Союза композиторов РФ, Союза композиторов Москвы, «Ассоциации современной музыки-2», Белорусской ассоциации современной музыки.
Создатель и председатель Белорусско-Российской ассоциации современной музыки (БРАСМ) (2017).
Создатель и Художественный руководитель Международных Творческих мастерских МГММ «МеждународМолот» РМС — «Цех»: симфонических, хоровых, камерных и театральной музыки семинаров-форумов для молодых композиторов, музыкальных критиков и исполнителей (2016).
Основатель и художественный руководитель Международного «МолОт-фестиваля» (с 2012).
Создатель и арт-директор международного конкурса симфонической композиции им. М.-К Огинского (Беларусь) (2017).
Автор и инициатор международных летних школ в Центральной и Южной Европе (Чехия, Молдова, Болгария, Румыния), в которых проходит совместная международная композиторская практика для молодых авторов.
Является композитором Дома князей Эстерхази (2008).

## Научная деятельность
Автор ряда научных статей, а также учебных и методических пособий: по инструментовке для симфонического оркестра (2010), по современной композиции (2011), альтернативному использованию инструментов на примере струнно-щипковых arco (2015).

## Публикации
Творчеству Я. Судзиловского посвящено свыше 50 публикаций в периодической печати, его творчество входит в учебные программы по изучению современной музыки в шести вузах страны.
Инициатор выпуска книги о молодых композиторах России (2010, авторы и составители: Я.Тимофеев, Е.Мусаелян)
В 2015 году награжден почетной грамотой Белорусского союза композиторов «За значительный вклад в развитие культурной интеграции России и Беларуси», в 2017 году удостоен грамоты от имени композиторов Беларуси и Союза композиторов Беларуси "За весомый вклад в развитие культурной интеграции стран СНГ, в 2018 году грамоты комитета по делам идеологии Республики Беларусь за вклад в развитие культурных связей между странами СНГ.

## Сочинения
Симфонические полотна
2004 — «Гефсиманский сад», «Дыхание Земли».
2006 — «Божество», мистерия для Большого симфонического оркестра и хора чтецов, op. 27. (замысел и либретто автора)
2007 — «XXL», музыка non-stop для Большого симфонического оркестра.
2010 — «Illuminator» («Несущий Свет»), мистерия для тройного состава Большого симфонического оркестра, оркестров подготовленных струнных, оркестра кырыымп, хора, трех солистов-контртеноров, двенадцати туб, 4-х карнаев соло, трех зурначи и двенадцати там-тамов.
2017 — «Универчел» симфоническая мистерия для тройного состава БСО
2017 — «Обретение мира» для оркестра кырыымп, хора a capella, 12 там-тамов, 4 карнаев и 4 туб
Оперы
2005 — «Домик в Коломне» (по А. С. Пушкину), «Тамбовская казначйша» (по М. Ю. Лермонтову).
2008 — «Harmonia Сaelestis» («Небесная гармония Духа»), опера по произведениям Петера Эстерхази.
2009 — «Анри», опера в двух актах по жизни и образу двора короля Генриха III Валуа.
2010 — «Крокодил», комическая фильм-опера по одноимённому рассказу Ф. М. Достоевского.
Ансамбли
Вокальные ансамбли
2006 — «Эт-Ти-Тяп» (дух в разрезе) для 4-х голосов и 4-х валторн. Ор 30
2007 — «Святки» для женского хора, ор. 33.
2009 — «Deus in adiutorium», месса для хора контратеноров на канонические тексты.
2010 — «Шварцвальд Deus»- месса для 4 солистов, там-тама и карная. Ор.68
2010 — «Белый Лебедь» для вокального ансамбля и струнного квартета Ор.71
2017 — «Мужчина и Женщина» для вокального ансамбля a capella. Ор. 94
Инструментальные ансамбли
2013 — «Классическая музыка» для ансамбля солистов.
2015 —"Святая мультипликация"- микросимфония для подготовленной виолончели соло. (посв. С.Губайдулиной)
2007 — «Голый Король» -баллада для препарированной виолончели и поющего виолончелиста.
2008 — «Паровозики» для ансамбля солистов, op. 43.
2008 — «Harmonia Caelestis» для ансамбля, хора и солистов, op. 45. (посв. П.Эстерхази)
2009 — «Бабушка онлайн», экспрезе для баса-травести на татарские тексты, а также препарированной виолончели, ударных, тубы и струнных в высоких позициях. op. 48.
2009 — «Шварцвальд Auf» для контратенора, четырёх голосов, ударных, варгана и бубенцов.
2010 — «Веселый Клоун», баллада-действие для поющего виолончелиста, препарированной виолончели и ударных.
2010 — «Спорные фантазии Воробьихи Чаклен» для ансамбля солистов и немузыкальных предметов.
2013 — «Чайколоссус» для 4-х поющих человек, 4-х больших барабанов, там-тама, тарелки, рельсы и медной ткани.
2014- «Танцсюита» для скрипки(видовые), виолончели(видовые), фортепиано(видовые)
2017 — «Заводной апельсин» для ансамбля солистов. Ор.98
Хэппенинги
2005 — «Бабочка и Шмель», для женщины, фортепиано и четырёх персонажей с кастаньетами, op. 26.
2005 — «Песня о Ленине» для смешанного состава солистов
2005 — «Россия-2005 год» для ансамбля солистов
2005 — «Куклы доктора Краузе» для 2-х женщин с нарисованными глазами, марийских волынок, ударных и клавесина
2010 — «По ленинским местам» для 4-саксофонов и ударных.
2010 — «По ленинским местам-2» для квартета виолончелей.
2010 — «По ленинским местам-3» для виоль д’амур, барочного кларнета, клависина, виолы да гамба и лютни.
Хоровые и вокальные постановки
2007 — «Вишневый сад».
2007 — наст. вр. — «Вечный Огонь», оратория памяти жертв Великой Отечественной войны.
2009 — «Аллилуйя», католическая месса.
2009 — «Календарь» для пяти голосов a capella на тексты Миклоша Радноти.
Музыка к спектаклям, проектам
2002 — «Инвестиции чувств» Ор.12. Моноспектакль для виолончели соло
2002 — «Оправдание Дон Жуана» пост. Р.Виктюк. Музыкальный спектакль для виолончелиста и драматических артистов.
2009 — «Человек с киноаппаратом».
2009 — «Гамлет, принц датский». Пост. Студия С.Соловьева.
2010 — «Мы вибираем свободу»-телепроект канал ОРТ.
Кино
1999 — «Голубой Ангел»- моноспектакль для поющего виолончелиста.
2012 — «Женщина и тень» — музыка к кино реж. А.Бильжо.(приз Венецианского кинофестиваля во внеконкурсной программе)
Сочинения для струнного оркестра
2007 — «Паразитос» для струнного оркестра и диджея.
2007 — «Маленькие разбегающиеся любви» для струнного оркестра и контратенора.
Квартеты
2004 — Квартет № 1.
2006 — Квартет № 2 «Enter Net».
2008 — Квартет № 3 «Уставший».
Трио
2006 — «Karanogi» для струнного трио, op. 32.
Инструментальные пьесы
2003 — «Чеченская соната» для виолончели и фортепиано.
2004—2005 — «Капризы» для виолончели соло (в двух тетрадях).
2005 — «Пелос», маленькая инсинуация для поющего виолончелиста.
2007 — «Син Мине Яратасын?» для фортепиано.
2009 — «Детский альбом» для виолончели и фортепиано.
Всего на 2021 год 108 опусов.